# Johnny Nash
John Lester Nash Jr. (* 19. August 1940 in Houston, Texas; † 6. Oktober 2020 ebenda), besser bekannt als Johnny Nash, war ein US-amerikanischer Pop- und Reggaemusiker sowie Schauspieler. Sein größter Hit war I Can See Clearly Now.

## Leben
Johnny Nash begann als Popsänger bereits in den 1950er Jahren und erreichte mit seiner Version des Doris-Day-Titels A Very Special Love 1958 die US-Billboard-Charts. Auch als Schauspieler war er bereits in jungen Jahren erfolgreich und spielte in den Filmen Take a Giant Step (1959) und Key Witness (1960) in Hauptrollen.
Seinen ersten großen und weltweiten Hitparadenerfolg hatte er auf seinem eigenen JAD-Label 1968 mit Hold Me Tight, dem vor allem in Großbritannien weitere Hits folgten: You Got Soul und Sam Cookes Cupid. Anfang der 1970er Jahre gab er sein Plattenlabel auf und unterzeichnete einen Vertrag mit CBS Records. Im Harry J Studio in Kingston traf er auf den außerhalb Jamaikas noch weithin unbekannten Bob Marley, der ihm einen seiner Songs überließ: Stir It Up. Mit diesem auf dem CBS-Sublabel Epic erschienenen Reggae-Lied kam Nash 1972 erneut in die britische Singlehitparade. Auch andere von Marley geschriebene Titel hat Nash aufgenommen, so zum Beispiel Reggae on Broadway, Guava Jelly und Mellow Mood, und er unterstützte Marley bei dessen beginnender internationalen Karriere.
1971 war Nash auch als Schauspieler in der schwedischen Romanze Vill så gärna tro als Komponist Robert zu sehen. Sein größter Hit in den USA war 1972 I Can See Clearly Now, den er selbst geschrieben hatte. In der Version von Jimmy Cliff war der Song Ende 1993/Anfang 1994 ebenfalls erfolgreich. 1975 hatte Johnny Nash mit dem von Ernie Smith geschriebenen Lied Tears on My Pillow einen weiteren Nummer-eins-Hit in Großbritannien.

## Diskografie

### Alben
| Jahr | Titel Musiklabel Katalog-Nr.     | Höchstplatzierung, Gesamtwochen, AuszeichnungChartplatzierungen (Jahr, Titel, Musiklabel Katalog-Nr., Platzierungen, Wochen, Auszeichnungen, Anmerkungen) | Höchstplatzierung, Gesamtwochen, AuszeichnungChartplatzierungen (Jahr, Titel, Musiklabel Katalog-Nr., Platzierungen, Wochen, Auszeichnungen, Anmerkungen) | Höchstplatzierung, Gesamtwochen, AuszeichnungChartplatzierungen (Jahr, Titel, Musiklabel Katalog-Nr., Platzierungen, Wochen, Auszeichnungen, Anmerkungen) | Höchstplatzierung, Gesamtwochen, AuszeichnungChartplatzierungen (Jahr, Titel, Musiklabel Katalog-Nr., Platzierungen, Wochen, Auszeichnungen, Anmerkungen) | Höchstplatzierung, Gesamtwochen, AuszeichnungChartplatzierungen (Jahr, Titel, Musiklabel Katalog-Nr., Platzierungen, Wochen, Auszeichnungen, Anmerkungen) | Höchstplatzierung, Gesamtwochen, AuszeichnungChartplatzierungen (Jahr, Titel, Musiklabel Katalog-Nr., Platzierungen, Wochen, Auszeichnungen, Anmerkungen) | Anmerkungen                                                                  |
| Jahr | Titel Musiklabel Katalog-Nr.     | DE | AT | CH | UK | US | R&B | Anmerkungen                                                                  |
| ---- | -------------------------------- | --- | --- | --- | --- | --- | --- | ---------------------------------------------------------------------------- |
| 1968 | Hold Me Tight JAD 1207           | — | — | — | — | US109 (12 Wo.)US | R&B23 (13 Wo.)R&B | Erstveröffentlichung: November 1968 Produzenten: Arthur Jenkins, Johnny Nash |
| 1972 | I Can See Clearly Now Epic 31607 | — | — | — | UK39 (6 Wo.)UK | US23 (31 Wo.)US | R&B10 (28 Wo.)R&B | Erstveröffentlichung: Juli 1972 Produzent: Johnny Nash                       |
| 1973 | My Merry-Go-Round Epic 32158     | — | — | — | — | US169 (6 Wo.)US | R&B49 (6 Wo.)R&B | Erstveröffentlichung: Juni 1973 Produzent: Johnny Nash                       |
| 1986 | Here Again Polydor 829 412-1     | — | — | CH20 (7 Wo.)CH | — | — | — | Erstveröffentlichung: Juni 1986 Produzent: Alvin A. Davies                   |

grau schraffiert: keine Chartdaten aus diesem Jahr verfügbar
Weitere Alben
- 1958: Johnny Nash
- 1959: The Quiet Hour
- 1959: I Got Rhythm
- 1960: Let’s Get Lost
- 1961: Studio Time
- 1969: Johnny Nash & Kim Weston (mit Kim Weston)
- 1969: Prince of Peace
- 1969: Love and Peace
- 1969: Soul Folk
- 1972: Teardrops in the Rain
- 1974: Celebrate Life
- 1975: Tears on My Pillow
- 1977: What a Wonderful World
- 1979: Let’s Go Dancing
- 2013: Vill så gärna tro – Want so Much to Believe Vol. 1 (Soundtrack, mit John Bundrick)
- 2013: Vill så gärna tro – Want so Much to Believe Vol. 2 (Soundtrack, mit John Bundrick)

### Kompilationen
| Jahr | Titel Musiklabel Katalog-Nr.                                | Höchstplatzierung, Gesamtwochen, AuszeichnungChartplatzierungen (Jahr, Titel, Musiklabel Katalog-Nr., Platzierungen, Wochen, Auszeichnungen, Anmerkungen) | Höchstplatzierung, Gesamtwochen, AuszeichnungChartplatzierungen (Jahr, Titel, Musiklabel Katalog-Nr., Platzierungen, Wochen, Auszeichnungen, Anmerkungen) | Höchstplatzierung, Gesamtwochen, AuszeichnungChartplatzierungen (Jahr, Titel, Musiklabel Katalog-Nr., Platzierungen, Wochen, Auszeichnungen, Anmerkungen) | Höchstplatzierung, Gesamtwochen, AuszeichnungChartplatzierungen (Jahr, Titel, Musiklabel Katalog-Nr., Platzierungen, Wochen, Auszeichnungen, Anmerkungen) | Höchstplatzierung, Gesamtwochen, AuszeichnungChartplatzierungen (Jahr, Titel, Musiklabel Katalog-Nr., Platzierungen, Wochen, Auszeichnungen, Anmerkungen) | Höchstplatzierung, Gesamtwochen, AuszeichnungChartplatzierungen (Jahr, Titel, Musiklabel Katalog-Nr., Platzierungen, Wochen, Auszeichnungen, Anmerkungen) | Anmerkungen                         |
| Jahr | Titel Musiklabel Katalog-Nr.                                | DE | AT | CH | UK | US | R&B | Anmerkungen                         |
| ---- | ----------------------------------------------------------- | --- | --- | --- | --- | --- | --- | ----------------------------------- |
| 1977 | Johnny Nash Collection: 20 of My Favourite Songs Epic 10008 | — | — | — | UK18 Gold · (10 Wo.)UK | — | — | Erstveröffentlichung: November 1977 |

grau schraffiert: keine Chartdaten aus diesem Jahr verfügbar
Weitere Kompilationen
- 1974: Greatest Hits (UK: Silber)
- 1979: The Johnny Nash Album
- 1981: Stir It Up
- 1983: Johnny Nash
- 1989: I Can See Clearly Now: Johnny Nash’s Greatest Hits
- 1991: The Best Of

### Singles
| Jahr | Titel Album                                                 | Höchstplatzierung, Gesamtwochen, AuszeichnungChartplatzierungen (Jahr, Titel, Album, Platzierungen, Wochen, Auszeichnungen, Anmerkungen) | Höchstplatzierung, Gesamtwochen, AuszeichnungChartplatzierungen (Jahr, Titel, Album, Platzierungen, Wochen, Auszeichnungen, Anmerkungen) | Höchstplatzierung, Gesamtwochen, AuszeichnungChartplatzierungen (Jahr, Titel, Album, Platzierungen, Wochen, Auszeichnungen, Anmerkungen) | Höchstplatzierung, Gesamtwochen, AuszeichnungChartplatzierungen (Jahr, Titel, Album, Platzierungen, Wochen, Auszeichnungen, Anmerkungen) | Höchstplatzierung, Gesamtwochen, AuszeichnungChartplatzierungen (Jahr, Titel, Album, Platzierungen, Wochen, Auszeichnungen, Anmerkungen) | Höchstplatzierung, Gesamtwochen, AuszeichnungChartplatzierungen (Jahr, Titel, Album, Platzierungen, Wochen, Auszeichnungen, Anmerkungen) | Anmerkungen |
| Jahr | Titel Album                                                 | DE | AT | CH | UK | US | R&B | Anmerkungen |
| ---- | ----------------------------------------------------------- | --- | --- | --- | --- | --- | --- | --- |
| 1957 | A Very Special Love –                                       | — | — | — | — | US46 (10 Wo.)US | — | Erstveröffentlichung: 13. November 1957 Autor: Robert Allen                                                           |
| 1958 | Almost in the Your Arms (Love Song from „Houseboat“) –      | — | — | — | — | US78 (4 Wo.)US | — | Erstveröffentlichung: November 1958 aus dem Film Hausboot, Arrangeur: Don Costa Autoren: Jay Livingston, Ray Evans    |
| 1958 | The Teen Commandments The Very Best of Paul Anka            | — | — | — | — | US29 (8 Wo.)US | — | Erstveröffentlichung: November 1958 mit Paul Anka und George Hamilton IV. Arrangeur: Don Costa, Erzähler: Bill Givens |
| 1959 | As Time Goes By –                                           | — | — | — | — | US43 (11 Wo.)US | — | Erstveröffentlichung: 11. Januar 1959 Autor: Herman Hupfeld Original: Frances Williams, 1931                          |
| 1965 | Let’s Move & Groove (Together) Johnny Nash’s Greatest Hits  | — | — | — | — | US88 (7 Wo.)US | R&B4 (13 Wo.)R&B | Erstveröffentlichung: 14. August 1965 Autor: Margaret Nash                                                            |
| 1966 | Somewhere –                                                 | — | — | — | — | — | R&B35 (5 Wo.)R&B | Erstveröffentlichung: Mai 1966 Autoren: Leonard Bernstein, Stephen Sondheim                                           |
| 1968 | Hold Me Tight                                               | DE22 (8 Wo.)DE | AT17 (4 Wo.)AT | — | UK5 (16 Wo.)UK | US5 (15 Wo.)US | R&B21 (8 Wo.)R&B | Erstveröffentlichung: 27. Juli 1968 Autor: Johnny Nash                                                                |
| 1968 | You Got Soul Hold Me Tight                                  | — | — | — | UK6 (12 Wo.)UK | US58 (7 Wo.)US | R&B46 (3 Wo.)R&B | Erstveröffentlichung: 29. November 1968 Autor: Johnny Nash                                                            |
| 1969 | Cupid Hold Me Tight                                         | — | — | — | UK6 (12 Wo.)UK | US39 (14 Wo.)US | — | Erstveröffentlichung: März 1969 Autor und Original: Sam Cooke, 1961                                                   |
| 1972 | Stir It Up I Can See Clearly Now                            | — | — | — | UK13 (12 Wo.)UK | US12 (14 Wo.)US | — | Erstveröffentlichung: März 1972 Autor und Original: Bob Marley, 1968                                                  |
| 1972 | I Can See Clearly Now                                       | — | — | — | UK5 Platin · (21 Wo.)UK | US1 Gold · (20 Wo.)US | R&B38 (6 Wo.)R&B | Erstveröffentlichung: Juni 1972 Platz 183 der Songs of the Century (RIAA, Liste 2001) Autor: Johnny Nash              |
| 1972 | There Are More Questions Than Answers I Can See Clearly Now | — | — | — | UK9 (9 Wo.)UK | — | — | Erstveröffentlichung: 8. September 1972 Autor: Johnny Nash                                                            |
| 1973 | My Merry-Go-Round                                           | — | — | — | — | US77 (5 Wo.)US | — | Erstveröffentlichung: 14. Mai 1973 Autoren: Dann Rogers, Diane Brodsky, Johnny Nash                                   |
| 1973 | Loving You My Merry-Go-Round                                | — | — | — | — | US91 (3 Wo.)US | R&B40 (14 Wo.)R&B | Erstveröffentlichung: 16. November 1973 Autor: William Stevenson                                                      |
| 1974 | You Can’t Go Halfway Celebrate Life                         | — | — | — | — | — | R&B38 (9 Wo.)R&B | Erstveröffentlichung: 21. August 1974 Autoren: Bill Johnson, Greg Fowler, Sam Gary, Margaret Nash                     |
| 1975 | Tears on My Pillow                                          | DE28 (5 Wo.)DE | — | — | UK1 Silber · (11 Wo.)UK | — | — | Erstveröffentlichung: 19. Mai 1975 Autor: Ernie Smith                                                                 |
| 1975 | Let’s Be Friends Tears on My Pillow                         | — | — | — | UK42 (3 Wo.)UK | — | — | Erstveröffentlichung: 12. September 1975 Autoren: George Lee, Johnny Nash                                             |
| 1976 | (What a) Wonderful World What a Wonderful World             | — | — | — | UK25 (7 Wo.)UK | — | R&B66 (6 Wo.)R&B | Erstveröffentlichung: 24. März 1976 Autoren: Herb Alpert, Lou Adler, Sam Cooke Original: Sam Cooke, 1960              |
| 1979 | Closer Let’s Go Dancing                                     | — | — | — | — | — | R&B74 (9 Wo.)R&B | Erstveröffentlichung: 20. Juli 1979 Autoren: Johnny Nash, Odell Brown, Winston Delandro                               |
| 1985 | Rock Me Baby Here Again                                     | DE9 (18 Wo.)DE | AT2 (18 Wo.)AT | CH2 (17 Wo.)CH | UK47 (4 Wo.)UK | — | — | Erstveröffentlichung: 6. Oktober 1985 Autor: Johnny Nash                                                              |

grau schraffiert: keine Chartdaten aus diesem Jahr verfügbar
Weitere Singles
- 1956: A Teenager Sings the Blues
- 1957: I’ll Walk Alone
- 1957: Ladder of Love
- 1958: My Pledge to You
- 1958: Please Don’t Go
- 1958: It’s Easy to Say
- 1958: You’re Looking at Me
- 1958: Walk with Faith in Your Heart
- 1959: Baby, Baby, Baby
- 1959: Take a Giant Step
- 1959: The Wish
- 1959: And the Angels Sing
- 1960: Goodbye (aus dem Film Aschenblödel)
- 1960: Never My Love
- 1960: Let the Rest of the World Go By
- 1960: Looks Like the End of the World
- 1960: Somebody
- 1961: Some of Your Lovin’
- 1961: I Need Someone to Stand by Me
- 1961: I’m Counting on You
- 1961: Too Much Love
- 1962: Don’t Take Away Your Love
- 1962: Moment of Weakness
- 1962: Ol’ Man River
- 1963: I’m Movin’ On
- 1963: Cigareets, Whuskey and Wild, Wild Women
- 1963: I’ve Got a Lot to Offer Darling
- 1963: Deep in the Heart of Harlem
- 1963: Town of Lonely Hearts
- 1964: I’m Leaving
- 1964: Love Ain’t Nothin’
- 1964: Talk to Me
- 1964: Then You Can Tell Me Goodbye
- 1965: Strange Feeling
- 1965: Teardrops in the Rain
- 1966: One More Time
- 1966: Big City
- 1966: Somewhere
- 1966: Amen
- 1967: Good Goodness
- 1967: (I’m So) Glad You’re My Baby
- 1969: Lovey Dovey
- 1969: My Time
- 1969: Sweet Charity
- 1969: Love and Peace
- 1970: (What A) Groovey Feeling
- 1970: Falling In and Out of Love
- 1973: Ooh What a Feeling
- 1974: Celebrate Life
- 1974: Nice Time
- 1975: (You Gave Me Such) Good Vibrations
- 1975: Rock It Baby (Baby We’ve Got a Date)
- 1977: Birds of a Feather
- 1977: Rock You to Your Socks
- 1977: That Woman
- 1977: Halfway to Paradise
- 1977: Dream Lover
- 1978: Reggae on Broadway
- 1979: Wonderful Woman
- 1986: Baby You’re Mine (Remix)
- 1989: I Can See Clearly Now (Remix)

## Auszeichnungen für Musikverkäufe
| Goldene Schallplatte - Italien - 2024: für die Single I Can See Clearly Now - Spanien - 2024: für die Single I Can See Clearly Now |

Anmerkung: Auszeichnungen in Ländern aus den Charttabellen bzw. Chartboxen sind in ebendiesen zu finden.
| Land/RegionAuszeichnungen für Musikverkäufe (Land/Region, Auszeichnungen, Verkäufe, Quellen) | Silber     | Gold     | Platin  | Verkäufe  | Quellen             |
| -------------------------------------------------------------------------------------------- | ---------- | -------- | ------- | --------- | ------------------- |
| Italien (FIMI)                                                                               | —          | Gold1    | —       | 50.000    | fimi.it             |
| Spanien (Promusicae)                                                                         | —          | Gold1    | —       | 30.000    | elportaldemusica.es |
| Vereinigte Staaten (RIAA)                                                                    | —          | Gold1    | —       | 1.000.000 | riaa.com            |
| Vereinigtes Königreich (BPI)                                                                 | 2× Silber2 | Gold1    | Platin1 | 1.010.000 | bpi.co.uk           |
| Insgesamt                                                                                    | 2× Silber2 | 4× Gold4 | Platin1 |           |                     |

## Filmografie
- 1959: Spring über deinen Schatten (Take a Giant Step)
- 1960: Die Wölfe von Los Angeles (Key Witness)
- 1971: Vill så gärna tro